# Sercan Yıldırım
Sercan Yıldırım (ur. 5 kwietnia 1990 roku w Osmangazi) – turecki piłkarz, występujący na pozycji napastnika, były reprezentant Turcji w piłce nożnej.

## Kariera

### Klubowa
Sercan Yıldırım swoją karierę zaczynał w Bursasporze. W sezonie 2007/2008 zaliczył debiut w 1 drużynie wchodząc w drugiej połowie w wygranym, wyjazdowym meczu z İstanbulem B.B. Pierwszą bramkę w lidze zdobył w meczu z Kasımpaşa S.K. Później w następnym sezonie najlepszym strzelcem swojej drużyny. W październiku 2008 zainteresował się nim Manchester United. Interesował się nim jeszcze wiele drużyn, ale pozostał w swoim klubie. W 2011 roku odszedł do Galatasaray SK. Z Galatasaray wypożyczano go do Sivassporu, Şanlıurfasporu, Bursasporu i Balıkesirsporu. W 2015 ponownie wypożyczono go do Bursasporu. Grał również w Giresunsporze i Fatih Karagümrük.

### Reprezentacyjna
W reprezentacji zadebiutował w 2009 w meczu z Azerbejdżanem, a pierwszą bramkę zdobył przeciwko Estonii.